# Дюмурье, Шарль Франсуа
Шарль Франсуа́ Дюмурье́ (фр. Charles François Dumouriez; 25 января 1739, Камбре — 14 марта 1823, Тервилл-Парк) — французский генерал и министр.

## Биография
Шарль Франсуа Дюмурье родился 25 января 1739 года в городе Камбре в семье военного чиновника. Окончил военное училище. В 19 лет Дюмурье поступил корнетом в Эскарский полк, участвовал в Семилетней войне в кампании против англичан в 1759—1760 годах. Проявил безумную отвагу: в бою у Клостеркампена он один бился против нескольких гусар и получил 22 раны: одна пуля застряла в книге, которую Дюмурье носил на груди, была сломана левая рука и её пришлось оперировать. Был взят в плен, и лишь в 1761 году получил свободу. За свои подвиги Дюмурье получил крест св. Людовика и пенсию в 600 ливров.

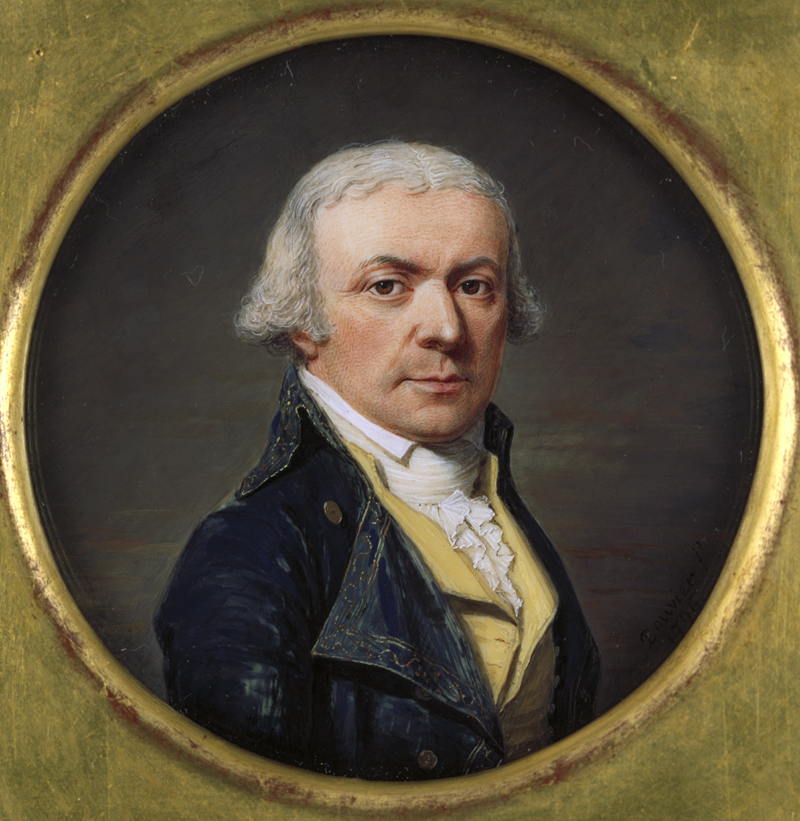
Шарль Франсуа Дюмурье, 1796 год

Дюмурье не удовлетворен скромным положением, которое предлагала ему судьба и исполнен желанием играть первые роли. Он безуспешно предлагает свои услуги то Генуе против Корсики, то Корсике против Генуи. Затем направляется на Корсику сражаться против Паоли и, разбитый, возвращается в Париж. Ни принципов, ни убеждений у Дюмурье, как истинного авантюриста, не было.
По приезде в Париж Шарль Франсуа Дюмурье предоставляет министру Шуазелю сразу два проекта относительно Корсики: один для её освобождения, другой для её завоевания. Последний был одобрен и Дюмурье в 1768 году принялся выполнять его, за что получил звание полковника.
В 1770 году отправлен французским правительством в Польшу с офицерами и деньгами для барских конфедератов. Там Дюмурье самовольно сформировал отряд, но был разбит в мае 1771 года в сражении при Ланскороне Суворовым и за превышение своих полномочий отозван.
В 1772 году отправился с тайной миссией короля в Швецию, но по приказанию министра д’Эгийона задержан в Гамбурге вместе с другими замешанными в этом деле (в частности, Жаном-Луи Фавье) и заключён в Бастилию.
Лишь при Людовике XVI он был освобождён и отправлен в Лилль обучать солдат. Через некоторое время Шарль Франсуа Дюмурье подал проект об организации в Шербуре морского порта и крепости и после этого был назначен комендантом Шербура для заведования работами.

## Французская революция
Двуличие и способность Дюмурье к интригам позволяют ему подавать проект по защите Бастилии и в то же время заигрывать с революционерами. В начале революции Дюмурье примкнул к Мирабо, затем сошёлся с жирондистами и благодаря их влиянию занял в 1792 году пост министра иностранных дел. Под его влиянием была объявлена война Австрии, но вследствие первых неудач министерство пало, однако Дюмурье сумел попасть в действующую армию и вскоре, после бегства Лафайета, был назначен главнокомандующим северной армией.

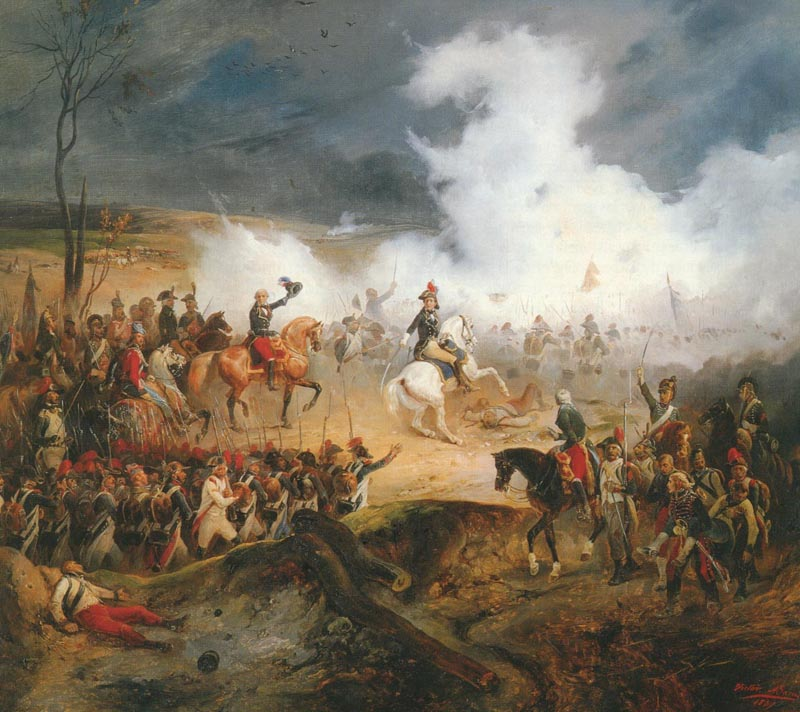
Дюмурье в битве при Вальми

К этому времени относятся наибольшие успехи Дюмурье в качестве военачальника. Ему Франция обязана отражением первого удара коалиции. Дюмурье совершил замечательное отступление через Аргонский лес, а после битвы при Вальми 20 сентября 1792 года перешёл в наступление. Блестящая победа над австрийцами при Жемаппе 6 ноября отдала в его руки всю Бельгию.
Однако распоряжения из Парижа стесняли его действия. Попытки Дюмурье заключить сепаратный мир с Пруссией были неудачны. Для продолжения войны и завоевания Голландии конвент отказал ему в средствах, а правительственные комиссары самовластно распоряжались в Бельгии и деморализировали его войско.
В это время Дюмурье был (и не без основания) обвинён в сношениях с противником, и к нему были посланы комиссары правительства Дантон и Лакруа, которым он однако не дал удовлетворительного ответа на обвинения. Разбитый при Неервиндене и предвидя низложение, Дюмурье задумал повести свою армию против Парижа, свергнуть конвент и восстановить конституционную монархию, о чем цинично заявил 2-й делегации из Парижа; для этой цели он вошёл в тайное соглашение с имперским главнокомандующим, герцогом Кобургским, и уже приближался к французской границе, когда в его лагерь близ Конде явилась 3-я делегация: военный министр Бёрнонвиль и 4 комиссара, чтобы привлечь его к ответственности. Дюмурье отправил их пленными в австрийский лагерь, но когда прокламация его о восстановлении королевской власти не нашла сочувствия, и большая часть войска отказалась ему повиноваться, в апреле 1793 года был вынужден бежать к австрийцам.
После долгих скитаний по Европе (в 1800 году он был в России и предлагал свои услуги Павлу I) Дюмурье поселился в Англии, правительство которой назначило ему пенсию в 25 тысяч франков.
В 1807 году он вступил в союз с королем Швеции Густавом IV, и обсуждался вопрос о передаче ему командования шведской армией, но Тильзитский мир между Наполеоном, Россией и Пруссией в конце войны Четвертой коалиции вынудил Дюмурье вернуться в Англию.
Во время Пиренейских войн Дюмурье путешествовал по Испании, обучая испанцев тактике партизанской борьбы, давая инструкции и указания. Его работа, названная Pardidas des guerillas, получила широкое распространение и долгое время служила испанцам пособием, которое во многом способствовало эффективности партизанских отрядов во время войны против Наполеона. С 1812 по 1814 год Дюмурье служил советником министра иностранных дел Великобритании Каслри и генерал-капитана Испанской армии Уэлсли.
Шарль Франсуа Дюмурье умер 14 марта 1823 года в Уикоме.

## Сочинения
Кроме многих политических брошюр в духе почти всех партий, написал „Mémoires“ (1794; переизданы в „Bibliothèque des mémoires“, т. XI и XII, 1848).